# Guerra y sociedad en Chile
Guerra y sociedad en Chile: la transformación de la Guerra de Arauco y la esclavitud de los indios es una obra del historiador chileno Álvaro Jara, considerada una de las piezas fundamentales de la historiografía chilena.

## Antecedentes
Esta investigación, terminada en 1957, fue la tesis de Álvaro Jara para obtener el título de profesor en Historia, Geografía y Educación Cívica en la Universidad de Chile.  Posteriormente, la investigación fue editada por primera vez en 1961 por el Instituto de Altos Estudios sobre América Latina de la Universidad de París, en francés. Diez años después, fue publicada en español en Chile por la Editorial Universitaria.

## Contenido
La tesis central de este libro plantea, en palabras del mismo autor, que «la vinculación y desarrollo interconectado de las formas bélicas y las formas sociales siguen siendo la columna vertebral, la clave interpretativa para ese periodo de nuestra Historia».
Este trabajo enfatizó en el carácter privado de la Conquista en el Reino de Chile y propuso como motivación central de los participantes de este proceso, las mercedes de tierra que recibirían de parte de la autoridad. De allí que, el establecimiento de las formas de dominio que se instauraron sobre los conquistados y el avance territorial del conquistador, fueron aspectos que respondieron al sentido señorial del dominador.
Presentada la aspiración conquistadora y los rasgos culturales esenciales de la realidad indígena, Jara reúne ambos elementos y presenta la relación bélica que surgió entre ellos, planteando que esta forma de ejercer la violencia entre unos y otros, estaría determinada por las estructuras económicas, sociales y espirituales de los conquistadores y de los conquistados. Más adelante Jara se refiere al fracaso del sistema bélico privado, la crisis de fines del siglo XVI y la necesidad de transformar al ejército español en uno estatal y permanente.
Los últimos capítulos de esta investigación están dedicados a la esclavitud de los indígenas, práctica ejercida antes de su consagración legal por parte de la Monarquía Española, hasta su posterior justificación doctrinal y los primeros años de legalización. Asimismo, apoyado en una abundante documentación original y amplia bibliografía, el autor relata los hechos y las estructuras sociales de la Conquista de Chile, en especial las fuerzas que preceden y explican el Desastre de Curalaba en 1598, la crisis de la minería del oro; la transformación del conquistador en «señor indiano»; el agotamiento y pobreza creciente de las débiles ciudades establecidas en Arauco, y la adaptación indígena a las formas bélicas hispanas. La Guerra de Arauco es comprendida en la investigación de Jara dentro de un marco de análisis innovador que ahonda, más allá de lo militar, en los aspectos sociales y culturales de las partes en conflicto.
Aunque el tema de este libro puede parecer de exclusivo dominio nacional, Jara planteó que pertenece a la realidad americana, puesto que las problemáticas esbozadas en su investigación pueden ser comprendidas como las variantes regionales de una historia latinoamericana común, solo que con identidades y características específicas que pueden asociarse a un criterio de análisis global.